# Tristan Foison
 (décembre 2023).
Tristan Foison (* 1961) est un ondiste français. Il est devenu célèbre[non neutre][Interprétation personnelle ?] pour avoir volé une composition d'Alfred Desenclos, qu'il avait interprétée sous son nom.

## Biographie
Tristan Foison a étudié les Ondes Martenot en France et a émigré aux USA vers 1988. Il y fait carrière à la fois comme chef d'orchestre et comme compositeur. En 1989, il dirigea l'Orchestre Symphonique d'Acadiana lors d'un concert célébrant le 200e anniversaire de la Révolution française, l'Orchestre Philharmonique de Louisiane et fut chef d'orchestre de l'Orchestre Symphonique de Rome (Georgie) de 1995 à 2000.
En tant que compositeur, il a écrit, entre autres, la musique du pavillon des Nations unies à l'EXPO 1992 de Gênes ainsi que des œuvres pour le Capitol City Opera d'Atlanta. Tristan Foison a été chargé de composer pour la cérémonie de réouverture du Musée d'histoire naturelle de Fernbank en octobre 1992 après des années de travaux de rénovation. Son Concerto pour violon a été commandé par l'Atlanta Music Club et, après une première réussie, a été nommé pour le Grawemeyer Award en 1997. Tristan Foison a également été juge au XXVI Concours international de piano de la Nouvelle-Orléans en 1993.
Un scandale a eu lieu le 20 mai 2001, lorsque la Capitol Hill Chorale, dirigée par Fred Binkholder, a interprété la « Messe de Requiem » de Tristan Foison. Tristan Foison a fait passer l'œuvre pour sienne et a décrit la représentation comme une première américaine. Cependant, l'un des auditeurs a remarqué qu'il avait déjà chanté l'œuvre aux États-Unis un an plus tôt. Après recherches, il s'est avéré que la "Messe de Requiem" de Tristan Foison était une copie identique de la "Messe de Requiem" d'Alfred Desenclos. Le scandale a mis fin à la carrière musicale de Tristan Foison et il n'est plus apparu depuis comme compositeur, chef d'orchestre ou interprète. Tristan Foison a également volé d'autres œuvres, dont le Concerto pour violon de Raymond Gallois-Montbrun et le Cantique du soleil de Jacques Chailley. Les deux œuvres ont été créées aux États-Unis sous le nom de Foison.